# クイズいたずら大王!
『クイズいたずら大王!』（クイズいたずらだいおう）は、1991年10月7日から同年12月23日までテレビ朝日系列局（福井放送と山口放送を除く）と日本テレビ系列の四国放送で放送されていたバラエティ番組である。テレビ朝日とIVSテレビ制作の共同製作。放送時間は毎週月曜 19:00 - 19:30 （日本標準時）。

## 概要
一般の人々にドッキリを仕掛け、そのリアクションをクイズ形式で紹介していた番組で、小堺一機が司会を務めていた。このコンセプトは、本番組のリニューアル版である『痛快!いたずらジャジャンボ』に引き継がれた。また、司会の小堺も引き続き同番組に出演した。

## 出演者

### 司会
- 小堺一機

### 解答者
- ばんばひろふみ
- 柳沢慎吾
- 田中律子

### リアクション大王
- 稲川淳二

### ナレーター
- 相原勇

## スタッフ
- 構成：章田宙谷、長田聖一郎、村上卓史、渡辺哲夫、澤井康成、小山協子、木村純子、児島秀樹
- 技術：八峯テレビ
- SW：毛利敏彦
- VE：中井章晴
- CAM：加瀬俊弘
- AUD：木俣洋一
- LD：吉川知孝
- TK：原田礼子
- 編集・MA：片桐孝・小池雅也（Excel Vision）
- 音効：金子喜久夫
- 広報：森田兆基（テレビ朝日）
- 美術：テルミック 鳥海節夫、佐藤正光、稲庭賢治、神崎竜
- スタイリスト：矢野悦子
- 音楽協力：テレビ朝日ミュージック
- 8mmビデオ協力：FUJIFILM
- 協力：プロデューサーハウス
- ディレクター：山内薫、小幡英司
- プロデューサー：今井真人（テレビ朝日）、後藤喜男
- 制作著作：テレビ朝日、IVSテレビ制作

| テレビ朝日系列 月曜19:00枠                                | テレビ朝日系列 月曜19:00枠                             | テレビ朝日系列 月曜19:00枠                                 |
| 前番組                                                    | 番組名                                                 | 次番組                                                     |
| --------------------------------------------------------- | ------------------------------------------------------ | ---------------------------------------------------------- |
| 魔法使いサリー（第2作） （1989年10月9日 - 1991年9月23日） | クイズいたずら大王! （1991年10月7日 - 1991年12月23日） | 痛快!いたずらジャジャンボ （1992年1月6日 - 1992年3月16日） |